# Малая Яренга
Малая Яренга — река в России, протекает по Усть-Вымскому району Республике Коми. Устье реки находится в 266 км по левому берегу реки Яренга. Длина реки составляет 10 км.

## Данные водного реестра
По данным государственного водного реестра России относится к Двинско-Печорскому бассейновому округу, водохозяйственный участок реки — Вычегда от города Сыктывкар и до устья, речной подбассейн реки — Вычегда. Речной бассейн реки — Северная Двина.
Код объекта в государственном водном реестре — 03020200212103000023160.